# Burnout (film, 2017)
Pour les articles homonymes, voir Burnout.
Pour plus de détails, voir Fiche technique et Distribution.
Burnout (بورن آوت) est un film dramatique italo-norvégo-marocain réalisé par Nour-Eddine Lakhmari, sorti en 2017.
Avec ce film, le réalisateur complète sa trilogie débutée avec Casanegra (2008) et Zéro (2012). Dans cette trilogie, le cinéaste met en exergue un certain nombre de modèles sociétaux pour certains personnages de la ville de Casablanca, pour parler des différences de classe, et un certain nombre de phénomènes sociaux, tels que l'avortement, la prostitution, la drogue, l'impuissance, les contradictions des valeurs et la corruption des hommes dans la haute société marocaine.
Le film a été présenté par le Maroc à la 91e cérémonie des Oscars pour l'Oscar du meilleur film en langue étrangère, mais n'a pas été retenu comme candidat.

## Synopsis
Jad, 40 ans, est un chef d'entreprise qui appartient à un groupe social aisé, mais qui est malheureux dans sa vie conjugale et dans sa vie sociale, ce qui au bout du compte a des répercussions sur son travail. Il entre fortuitement en relation avec un enfant pauvre, Ayoub (13 ans), un cireur de chaussures  dont le seul souci dans la vie semble être d'acheter une jambe artificielle à sa mère handicapée.

## Fiche technique
- Titre français : Burnout[4],[5]
- Titre arabe : بورن آوت[6]
- Réalisation : Nour-Eddine Lakhmari
- Scénario : Nour-Eddine Lakhmari, Attila Veres
- Photographie : Wesley Mroziński
- Montage : Sarah M.
- Musique : Øistein Boassen
- Production : Hiba Berrada, Latefa El Berki, Youssef Ezzhar, Tatiana Forese, Nour Eddine Lakhmari, Sami Rimy, Egil Ødegård
- Société de production : Nel Films, Icflix, Filmhuset Produksjoner, Umedia
- Pays de production :  Maroc -  Norvège -  Italie
- Langue originale : arabe
- Format : couleurs
- Genre : film dramatique
- Durée : 112 minutes
- Dates de sortie : 
  - Maroc : 11 octobre 2017

## Distribution
- Anas El Baz : Jad
- Morjana Alaoui : Ines
- Sarah Perles : Aida
- Ilyass Eljihani : Ayoub
- Driss Roukhe : M. Faridi
- Saadia Ladib : Rabia
- Fatima ezzahra El Jaouhari : Soumaya
- Mohamed Khiyari : Ronda

## Production
Coproduit par le Maroc, la Norvège et l'Italie, le film est tourné à Casablanca en février 2016 sur un budget d'environ dix millions de dirhams (900 000 euros).